# Juliana Sokolová
Juliana Sokolová (19 de juliol de 1981, Košice, Eslovàquia) és una filòsofa i escriptora eslovaca. Juliana Sokolová passà una part de la seva infància a Misratah (Líbia). Feu estudis de filosofia a la Universitat de York (Anglaterra). La seva tesi tractà sobre la fenomenologia d'Emmanuel Lévinas. Visqué del 2005 al 2008 als Balcans, a Kosovo i a Sarajevo. Visqué també a Brighton, Londres i Berlín. El 2008 rebé una beca del govern britànic per fer recerca sobre la problemàtica de les imatges mediàtiques del sofriment al King's College de Londres. D'ençà el 2010, és professora ajudant de filosofia de l'art al departament de teoria i d'història de l'art de la facultat de belles arts de la Universitat Tècnica de Košice. Les seves recerques tracten sobre la filosofia de l'antiga Grècia (sobretot el cinisme), la teoria de l'arquitectura i del cinema. Treballa també sobre la qüestió de les llengües i la memòria col·lectiva en l'espai urbà, en particular a Košice. El 2012 fou comissària de l'exposició To není obraz, to je stín de Ján Durina i el 2013 de Meet me in the middle de Juka Araikawa.